# Chuck Aaron
Charles «Chuck» Aaron es el único piloto con licencia por la Administración Federal de Aviación para realizar acrobacias aéreas en un helicóptero en los Estados Unidos, y uno de los tres únicos pilotos tales del mundo. En 1980, Aaron trabajó en el programa de rescate aéreo del transbordador espacial de la NASA, y fundó su propia compañía, FX Helicopters en Westlake Village, California en 1997.
Aaron es también un piloto de prueba experimentado, habiendo realizado un vuelo de ensayo del sistema de seguimiento del Boeing AH-64 Apache; y un sistema de visión infrarroja como el primer piloto de helicóptero en volar deliberadamente en condiciones de baja visibilidad debido a polvo o arena en el aire. Es también un técnico de mantenimiento de aeronaves certificado por la FAA, conocido por haber montado tres TAH-1F Cobras a partir de piezas sobrantes.
Aaron realiza maniobras aéreas acrobáticas (tales como la subida vertical, la inversión, el ocho, el giro Immelmann, y el «Chuckcevak» (un lomcovák modificado)) en exhibiciones de vuelo y otras demostraciones en un MBB Bo 105, con modificaciones propias inventadas por Aaron, que permiten realizar maniobras imposibles para helicópteros. Se desempeña como jefe de pilotos y director de mantenimiento de aeronaves para la «Fuerza Aérea Red Bull». Uno de los TAH-1F Cobra de Aaron es volado en el circuito de espectáculos aéreos europeo, por «The Flying Bulls».

## Premios
- 2009 Art Scholl Showmanship Award – International Council of Air Shows (primer piloto de helicóptero en ser homenajeado)[6]
- 2011 Miembro – Sociedad de Pilotos de Pruebas Experimentales[4]
- 2013 Ingresado – Legendas Vivientes de la Aviación
- 2014 Premio piloto del año – Asociación Internacional del Helicóptero[4]